# 狄奧多羅斯龍屬

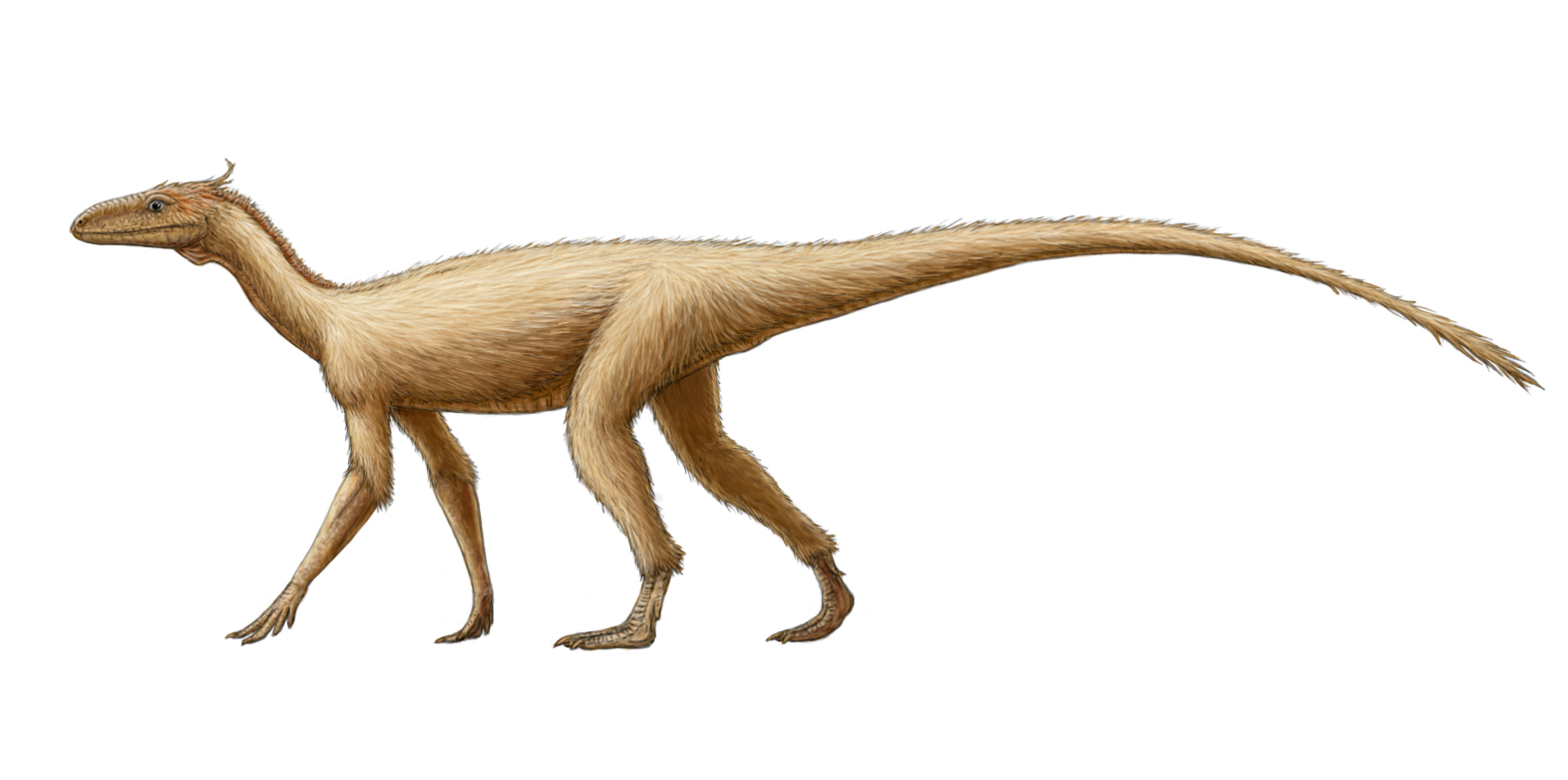
狄奧多羅斯龍的想像圖

狄奧多羅斯龍屬是基礎恐龍形類的一屬，屬於西里龍科，是恐龍的近親。
化石發現於摩洛哥的阿加尼亞盆地（Argana Basin ），屬於Timezgadiouine組地層的Irohalene泥岩段，地質年代相當於三疊紀晚期的卡尼階或諾利階。在2011年，這些化石被敘述、命名。模式種是斯氏狄奧多羅斯龍（D. scytobrachion），種名是以希臘歷史學家西西里的狄奧多羅斯為名，他的歷史著作曾提到北非；種名則是以神話畫家Dionysius Scytobrachion為名，他曾做出北非神話的圖畫。
狄奧多羅斯龍被歸類於西里龍科，是巴西塞龍的姊妹分類單元。狄奧多羅斯龍的牙齒前傾，嘴部前段的牙齒傾漸縮小，齒槽側邊有平行的稜脊。